# Капусса
Капусса (*д/н — 206 до н. е.) — цар племінного союзу массіліїв (Східна Нумідія) в 207—206 роках до н. е.

## Життєпис
Старший син царя Езалка. Після смерті останнього близько 207 року до н. е. посів трон. Втім більш вагомі права на владу мав його стриєчний брат Масинісса. Проте той в цей час перебував на Піренейському півострові. Капусса став інтригувати, щоб карфагеняни відсторонили або стратили Масиніссу.
У 206 році до н. е. проти нього повстав родич Мазетул, який завдав поразки Капуссі, що загинув у битві або був убитий згодом. Трон перейшов до його брата Лакумаза.